# Élections générales britanniques de 1987 au pays de Galles
Des élections générales britanniques ont lieu le 11 juin 1987 pour élire la 50e législature du Parlement du Royaume-Uni.

## Résultats
| Partis | Partis                     | Voix    | Voix  | Voix       | Total des sièges | Total des sièges |
| Partis | Partis                     | Votes   | %     | +/−        | Sièges           | +/−              |
| ------ | -------------------------- | ------- | ----- | ---------- | ---------------- | ---------------- |
|        | Parti travailliste gallois | 765 209 | 45,1  | 7,6        | 24 / 38          | 4                |
|        | Parti conservateur gallois | 501 316 | 29,5  | 1,5        | 8 / 38           | 6                |
|        | Alliance SDP - Libéraux    | 304 230 | 17,9  | 5,3        | 3 / 38           | 1                |
|        | Plaid Cymru                | 123 599 | 7,3   | 0,5        | 3 / 38           | 1                |
|        | Autres                     | 3 742   | 0,2   | 0,2        | 0 / 38           | stagnation       |
| Total  | Total                      |         | 100,0 | stagnation | 38 / 38          | stagnation       |